# バッド・ブラッド (プロレス)
バッド・ブラッド(Bad Blood, Badd Blood)は、アメリカのプロレス団体WWEの主催していたプロレス興行。およびそれを扱ったPPV。過去3回行われ、初開催は1997年。これまで行われてきたキング・オブ・ザ・リングに変わるPPVとして2003年に復活した。しかし、2005年になり毎年7月開催だったヴェンジェンスが6月開催になり、さらに、グレート・アメリカン・バッシュが7月開催になり、ECWワン・ナイト・スタンドが新設されたことにより、2004年を最後に廃止されたが、2024年復活。また、過去3大会のメイン戦は全て、ヘル・イン・ア・セル戦が行われた。

## 試合結果

### 第1回大会（1997年）Badd Blood: In Your House
- 開催日 : 1997年10月5日
- 開催場所 : ミズーリ州セントルイスのキール・センター
- 観客動員数 : 21,151人

- ハンディキャップ・マッチ -Handicap Match-

○ネーション・オブ・ドミネーション ("ザ・ロック" ロッキー・メイビア&カマ・ムスタファ&ディーロ・ブラウン) vs リージョン・オブ・ドゥーム (ホーク&アニマル) ●
- ○マックス・ミニ&ノヴァ vs タランチュラ&モザイク●

- WWFタッグ王座戦 -WWF Tag Team Championship-

●ザ・ヘッドバンガーズ (モッシュ&スラッシャー) (c) vs ザ・ゴッドウィンズ (フィニアス・I・ゴッドウィン&ヘンリー・O・ゴッドウィン) (w/ アンクル・クレタス) ○
- WWFインターコンチネンタル王座戦 -WWF Intercontinental Championship-

○オーエン・ハート vs ファルーク●
- ○ディサイプルズ・オブ・アポカリプス (クラッシュ&チェインズ&8ボール&スカル) vs ロス・ボリカス (サビオ・ベガ&ホセ・エストラーダ（英語版）&ミゲル・ペレス&ヘスス・カスティーヨ) ●

- フラッグ・マッチ -Flag Match-

○ブレット・ハート&ブリティッシュ・ブルドッグ vs ベイダー&パトリオット●
- ヘル・イン・ア・セル -Hell in a Cell-

○ショーン・マイケルズ vs ジ・アンダーテイカー●

### 第2回大会（2003年）WWE RAW's Bad Blood 2003
- 開催日 : 6月15日
- 開催場所 : テキサス州ヒューストンのコンパック・センター
- 観客動員数 : 10,000人
- 公式大会曲 : Trapt - Headstrong

- サンデー・ナイト・ヒート・マッチ -Sunday Night HEAT Match-

○アイボリー vs モーリー・ホーリー●
- ○ロドニー・マック＆クリス・ノインスキー（w / セオドア・ロング） vs ダッドリー・ボーイズ（ババ・レイ＆ディーボン）●

- ○スコット・スタイナー vs テスト●

- WWEインターコンチネンタル王座戦 -WWE Intercontinental Championship-

●クリスチャン(c) vs ブッカーT○
クリスチャンの反則負けのため、王座移動せず
- 世界タッグ王座戦 -World Tag Team Championship-

●ケイン＆ロブ・ヴァン・ダム(c) vs ラ・レジスタンス（レネ・デュプリー＆シルヴァン・グラニエ）○
- ○ゴールドバーグ vs クリス・ジェリコ●

- ○リック・フレアー vs ショーン・マイケルズ●

- 田舎流トライアスロン -Austin & Bischoff in a "Redneck Triathlon"-

ゲップ対決 -Burping Contest-
○スティーブ・オースチン vs エリック・ビショフ●
パイ食い対決 -Pie-Eating Contest-
●スティーブ・オースチン vs エリック・ビショフ○
のど自慢対決 -Singing Contest-
△スティーブ・オースチン vs エリック・ビショフ△
- ヘル・イン・ア・セル形式世界ヘビー級王座戦 -Hell in a Cell Match for the World Heavyweight Championship-

○トリプルH(c) vs ケビン・ナッシュ● 特別レフェリー：ミック・フォーリー

### 第3回大会（2004年）WWE RAW's Bad Blood 2004
- 開催日 : 6月13日
- 開催場所 : オハイオ州コロンバスのネイションワイド・アリーナ
- 観客動員数 : 9,000人
- 公式大会曲 : Seether - Sold Me

- サンデー・ナイト・ヒート・マッチ -Sunday Night HEAT Match-

○バティスタ vs メイヴェン●
- 世界タッグ王座戦 -World Tag Team Championship-

●ラ・レジスタンス（ロブ・コンウェイ＆シルヴァン・グラニエ）(c) vs クリス・ベノワ＆エッジ○
王者組の反則負けのため、王座移動せず
- ○クリス・ジェリコ vs タイソン・トムコ（w / トリッシュ・ストラタス）

- WWEインターコンチネンタル王座戦 -WWE Intercontinental Championship-

○ランディ・オートン(c) vs シェルトン・ベンジャミン●
- フェイタル・4ウェイ形式WWE女子王座戦 -Fatal Four-Way Match for the WWE Women's Championship-

●ビクトリア(c) vs ゲイル・キム vs リタ vs トリッシュ・ストラタス○
- ○ユージン vs ジョナサン・コーチマン●

- 世界ヘビー級王座戦 -World Heavyweight Championship-

○クリス・ベノワ(c) vs ケイン●
- ヘル・イン・ア・セル -Hell in a Cell Match-

○トリプルH vs ショーン・マイケルズ●

### 第4回大会 (2024年) WWE Bad Blood 2024
| No.                                        | 結果                                                                                                   | 試合形式               | 時間  |
| ------------------------------------------ | --- | ---------------------- | ----- |
| 1                                          | ○CMパンク vs. ドリュー・マッキンタイア●                                                                | ヘル・イン・ア・セル戦 | 31:25 |
| 2                                          | ○ナイア・ジャックス (c) vs. ベイリー●                                                                  | WWE女子王座戦          | 14:10 |
| 3                                          | ○ダミアン・プリースト vs. フィン・ベイラー●                                                            | シングル戦             | 12:45 |
| 4                                          | ○リヴ・モーガン (c) (with "ダーティー"・ドミニク・ミステリオ) vs. リア・リプリー●                      | WWE女子世界王座戦      | 14:00 |
| 5                                          | ○ローマン・レインズ & コーディ・ローデス vs. ザ・ブラッドライン● (ソロ・シコア & ジェイコブ・ファトゥ) | タッグチーム戦         | 25:50 |
| - (c) – 試合開始時点でのチャンピオンを指す | |                        |       |